# ALANtejo
aLANtejo é um evento informático realizado no Alentejo, mais concretamente em Évora. Este evento vai já no seu quarto ano e é organizado pelo Núcleo de Estudantes de Engenharia Informática (NEEI) da Universidade de Évora. Anualmente, a aLANtejo conta com vários congressos onde participam diversas empresas de renome ligadas à informática e novas tecnologias. A LAN Party inserida no evento conta também com vários torneios de jogos e prémios bastante aliciantes.
No ano de 2006, após um reforço na parceria entre o NEEI e a Delta Cafés, patrocinador desde a primeira edição, o evento passou a chamar-se Delta aLANtejo.
No ano de 2007, o evento passou a chamar-se Open Delta aLANtejo devido à forte ligação dos seus organizadores com o mundo do software livre. Passou também a haver o Concurso Nacional de Software Livre (CNSL), concurso este que atribui prémios monetários aos melhores projectos na área do software livre em Portugal.
Para a sua realização, a Delta aLANtejo conta sempre com apoios de peso. Entre as várias empresas encontram-se nomes como a Portugal Telecom, Dell, Qpad, Thermaltake, Logitech, IBM, Sun Microsystems e várias instituições bancárias.
A Delta aLANtejo de 2006 realizou-se nos dias 20, 21 e 22 de Outubro na Universidade de Évora.
A Open Delta aLANtejo de 2007 realizar-se-á nos dias 19, 20 e 21 de Outubro na Universidade de Évora.